# مایکل روبو
مایکل روبو (انگلیسی: Michael Rubbo؛ زادهٔ ۳۱ دسامبر ۱۹۳۸) مستندساز، کارگردان هنری و هنرمند اهل استرالیا است.
از فیلم‌ها یا مجموعه‌های تلویزیونی که وی در آن‌ها نقش داشته‌است می‌توان به نسخه سحرآمیز اشاره نمود.
وی همچنین برندهٔ جوایزی همچون بورسیه فولبرایت شده‌است.